# Lofsöngur
Loföngur ("Cançó de l'oració" en català) és l'himne nacional d'Islàndia. La cançó fou escrita per Sveinbjörn Sveinbjörnsson i la lletra per Matthías Jochumsson en 1874, per celebrar els 1.000 anys d'Islàndia. Són tres versos, però actualment només s'usa el primer.
El diumenge 2 d'agost de 1874, en la catedral de Reykjavík un cor mixt va cantar la cançó per primera vegada. Hi varen assistir el rei de Dinamarca, Cristià IX que encara era rei d'Islàndia.
Quan Islàndia va esdevindre soberà, en 1918, l'Alþingi va decidir que Loföngur seria l'Himne Nacional.

## Lletra en Islandés
Ó, guð vors lands! Ó, lands vors guð!
Vér lofum þitt heilaga, heilaga nafn!
Úr sólkerfum himnanna hnýta þér krans
þínir herskarar, tímanna safn.
Fyrir þér er einn dagur sem þúsund ár
og þúsund ár dagur, ei meir:
eitt eilífðar smáblóm með titrandi tár,
sem tilbiður guð sinn og deyr.
Íslands þúsund ár,
Íslands þúsund ár,
eitt eilífðar smáblóm með titrandi tár,
sem tilbiður guð sinn og deyr.
Ó, guð, ó, guð! Vér föllum fram
og fórnum þér brennandi, brennandi sál,
guð faðir, vor drottinn frá kyni til kyns,
og vér kvökum vort helgasta mál.
Vér kvökum og þökkum í þúsund ár,
því þú ert vort einasta skjól.
Vér kvökum og þökkum með titrandi tár,
því þú tilbjóst vort forlagahjól.
Íslands þúsund ár
Íslands þúsund ár
voru morgunsins húmköldu, hrynjandi tár,
sem hitna við skínandi sól.
Ó, guð vors lands! Ó, lands vors guð!
Vér lifum sem blaktandi, blaktandi strá.
Vér deyjum, ef þú ert ei ljós það og líf,
sem að lyftir oss duftinu frá.
Ó, vert þú hvern morgun vort ljúfasta líf,
vor leiðtogi í daganna þraut
og á kvöldin vor himneska hvíld og vor hlíf
og vor hertogi á þjóðlífsins braut.
Íslands þúsund ár
Íslands þúsund ár
verði gróandi þjóðlíf með þverrandi tár,
sem þroskast á guðsríkis braut.